# Diezma
Diezma er en by og kommune i det sydøstlige Spanien i provinsen Granada. Den har et indbyggertal på 810 (2024) indbyggere.